# Don Cherry (Eishockeyspieler)
Donald Stewart „Don“ Cherry (* 5. Februar 1934 in Kingston, Ontario) ist ein ehemaliger kanadischer Eishockeyspieler und -trainer. Er moderierte von 1986 bis 2019 gemeinsam mit Ron MacLean Coach’s Corner, ein Format im Rahmen der in Kanada sehr beliebten Hockey Night in Canada.

## Karriere als Spieler

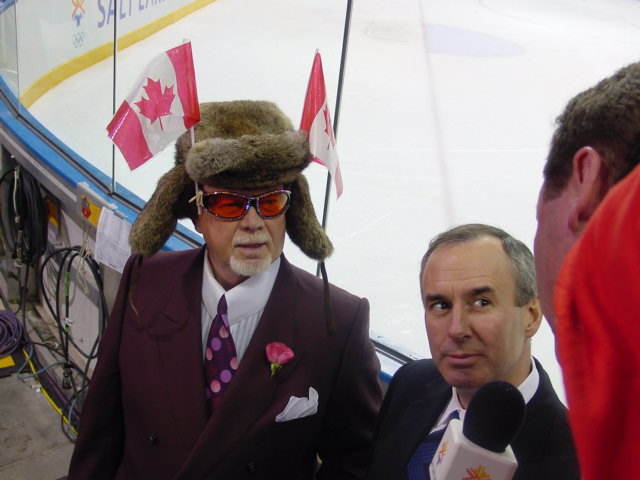
Don Cherry (links) zusammen mit Co-Moderator Ron MacLean im Jahr 2002

1951 begann Don Cherry seine Karriere in der kanadischen Juniorenliga OHA bei den Windsor Spitfires, doch noch im selben Jahr wechselte er innerhalb der Liga zu den Barrie Flyers. 1953 gewann er mit diesen den Memorial Cup. 1954 wechselte er zu den Profis und spielte bei den Hershey Bears in der AHL. In den Playoffs der Saison 1954/55 kam er für die Boston Bruins zu seinem einzigen Einsatz in der NHL. In den folgenden Jahren spielte er für mehrere Teams der unterklassigen Ligen AHL, EPHL, CPHL und WHL. Am längsten war er bei den Rochester Americans in der AHL aktiv, von 1963 bis 1969. Er beendete vorübergehend seine Karriere, kehrte aber 1971 für 19 Spiele zu den Rochester Americans zurück, ehe er dort zur Mitte der Saison das Traineramt übernahm.

### Erfolge und Auszeichnungen
- Memorial Cup 1953
- Calder Cup 1960, 1965, 1966 und 1968
- Lester Patrick Cup 1969
- Aufnahme in die AHL Hall of Fame 2019

## Karriere als Trainer
Unter Cherrys Führung konnten die Americans wieder die Playoffs erreichen, und er erhielt 1974 den Louis A. R. Pieri Memorial Award als bester Trainer der AHL. Die Boston Bruins verpflichteten ihn darauf als Cheftrainer. Cherry machte sich mit der Zeit durch sein exzentrisches Auftreten und den Umbau der Mannschaft einen Namen. Unter seiner Führung galten die Bruins als eines der härtesten Teams der Liga, womit sie auch Erfolg hatten. 1976 wurde Cherry mit dem Jack Adams Award als bester Trainer der NHL ausgezeichnet. 1977 und 1978 erreichte die Mannschaft das Stanley-Cup-Finale, wo sie jedoch beide Male an den Montréal Canadiens scheiterte. Im Halbfinale 1979 trafen die Bruins erneut auf Montréal. Im siebten und entscheidenden Spiel der Serie führte Boston zwei Minuten vor Schluss mit 3-2, als eine Strafe gegen Boston ausgesprochen wurde, weil zu viele Spieler auf dem Eis waren. Montréal nutzte das Powerplay zum Ausgleich und gewann das Spiel in der Verlängerung. Cherry wurde daraufhin entlassen.
Schon im Herbst 1979 hatte er eine neue Anstellung bei den Colorado Rockies. Das Team existierte erst seit fünf Jahren und war durch sportliche und finanzielle Misserfolge bekannt geworden. Auch Cherry konnte die Rockies nicht aus der Krise befreien, und das Team belegte am Ende der Saison 1979/80 den letzten Platz mit nur 19 Siegen in 80 Spielen. Die Rockies entließen Cherry nach nur einem Jahr.
Während Cherry schon beim Canada Cup 1976 Assistenztrainer der kanadischen Nationalmannschaft war, betreute er das Team als Cheftrainer bei der Eishockey-Weltmeisterschaft 1981. Danach trainierte er für lange Zeit keine Mannschaft mehr.
2001 kehrte Cherry für ein Jahr hinter die Bande zurück. Er übernahm den Trainerposten bei den Mississauga IceDogs in der kanadischen Juniorenliga OHL. Cherry war zu diesem Zeitpunkt auch Besitzer des erfolglosen Teams, das in den drei vorangegangenen Jahren nur 16 Siege in 204 Spielen erreichen konnte. Unter Cherrys Führung konnten sich die IceDogs nur wenig steigern und gewannen elf Spiele. Cherry gab daraufhin das Traineramt wieder ab.

### Erfolge und Auszeichnungen
- Jack Adams Award 1976
- Louis A. R. Pieri Memorial Award 1974

## Karriere im Fernsehen
Nachdem sich Cherry mit den Colorado Rockies 1980 nicht für die Playoffs qualifizieren konnte, engagierte ihn der kanadische Fernsehsender CBC als Experten für die Übertragungen der Playoff-Spiele. 1981 wurde er Co-Kommentator, doch da er sich oft parteiisch zeigte, dauerte seine Aufgabe nicht lange. Stattdessen kreierte der Sender Coach's Corner, eine etwa 15-minütige Sendung, die während der Übertragungen von Hockey Night in Canada in der Pause nach dem ersten Spieldrittel gesendet wird. Cherry analysierte darin zusammen mit Ron MacLean das laufende Spiel, einzelne Spieler und diskutierte aktuelle Themen der NHL, äußerte sich aber auch zu politischen Themen. Oft fiel Cherry durch kontroverse Kommentare auf. Er äußerte sich, als Vertreter des "alten" Eishockeyspiels mit physisch aggressiver Spielweise, oft negativ über europäische und franko-kanadische Spieler. Außerdem zeigte er sich in seiner Sendung als Unterstützer des Irakkriegs.
Während der Finalserie der Stanley-Cup-Playoffs 2007 gab er sein Debüt im US-amerikanischen Fernsehen, als er ein Spiel für NBC analysierte.
Zu seinen Markenzeichen gehören Aussprüche, wie „All you kids out there...“, seine bunten und meistens skurril wirkenden Anzüge, sein Bullterrier Blue und dass er kein Blatt vor den Mund nahm. Seit seinem ersten Auftreten bei CBC zu Beginn der achtziger Jahre hat sich Don Cherry beim kanadischen Publikum zu einer Kultfigur entwickelt.
Am 11. November 2019 wurde bekanntgegeben, dass der Sender Sportsnet die Zusammenarbeit mit Cherry beendet habe, nachdem er sich kritisch über Immigranten geäußert hatte, die nach seiner Beobachtung zwar das Leben in Kanada genössen, nicht aber die kanadischen Soldaten würdigten. Für diese Aussagen wurde er durch die NHL kritisiert und der Sender entschuldigte sich für seine Aussagen. Cherry weigerte sich jedoch, sich dafür zu entschuldigen.

## Sonstiges
- Don Cherry hatte nebenbei einige Auftritte als Schauspieler und Synchronsprecher. In der kanadischen Fernsehserie Power Play übernahm er die Rolle eines Eishockeytrainers und lieh einer Figur im Animationsfilm Tierisch wild seine Stimme.
- 2004 wählten kanadische Fernsehzuschauer in der CBC-Sendung The Greatest Canadian die bedeutendsten Kanadier. Cherry belegte den siebten Platz und war sogar besser platziert als Eishockeylegende Wayne Gretzky, der Zehnter wurde.
- Im März 2010 wurde sein Leben in einem zweiteiligen Fernsehfilm der Canadian Broadcasting Corporation verfilmt: "Keep Your Head Up, Kid: The Don Cherry Story" basiert auf einem Drehbuch von Don Cherrys Sohn, Timothy Cherry.